# Петре Прличко

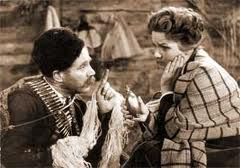
Петре Прличко в ролі Мандани у фільмі «Міс Стоун»

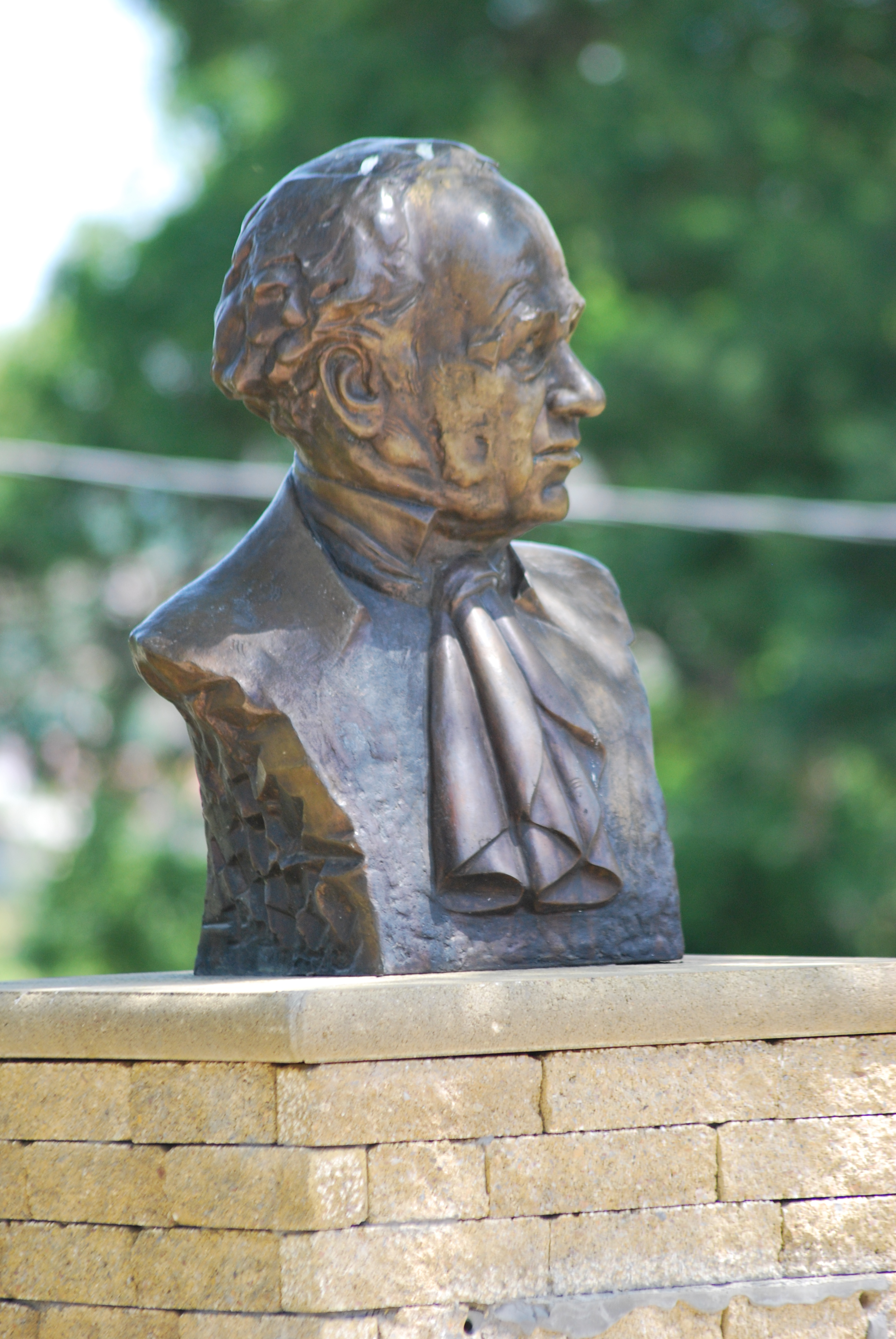
Пам'ятник Петру Прличку у Велесі

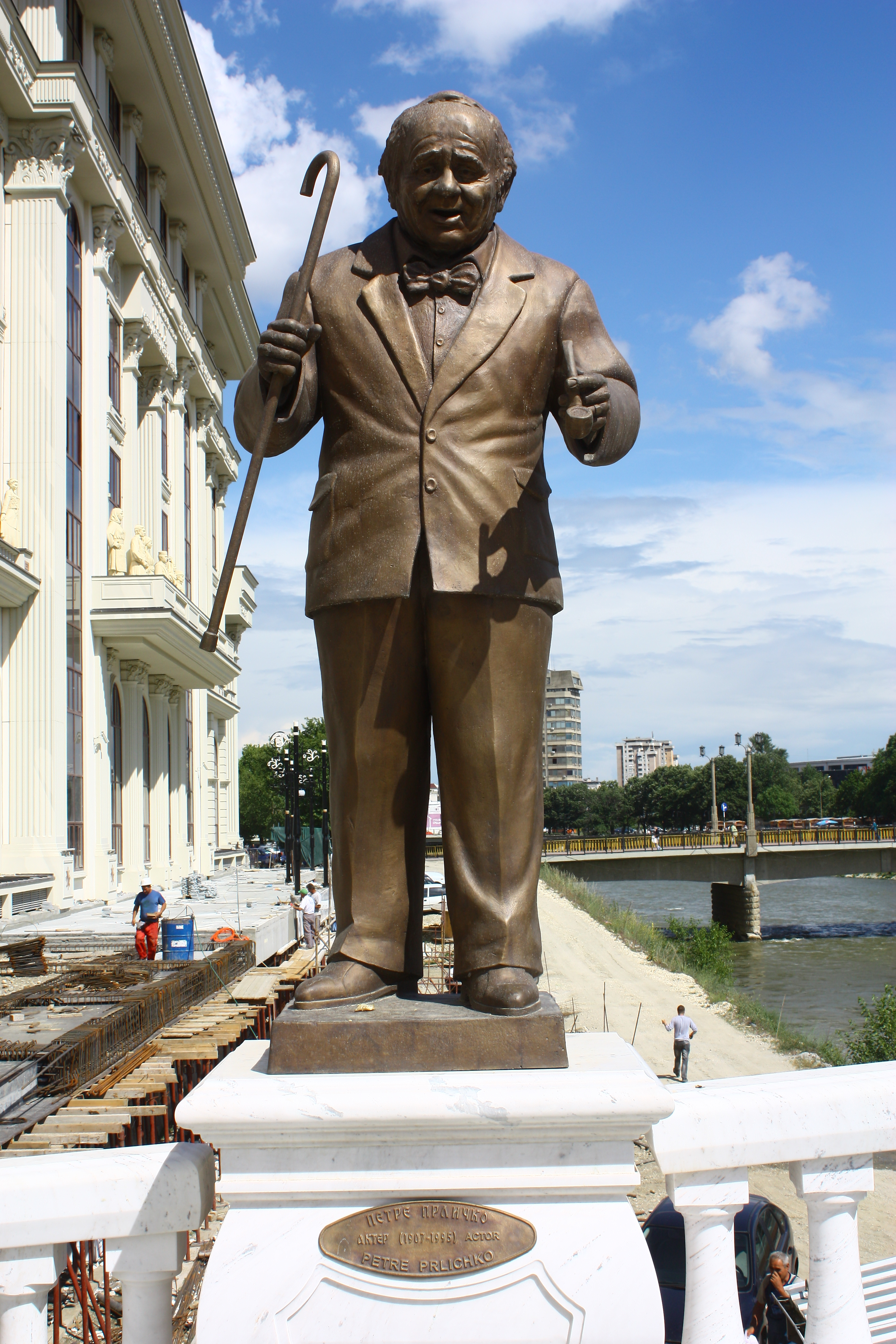
Пам'ятник Петре Прличку в Скоп'є

Петре Прличко (13 березня 1907, Велес  — 16 листопада 1995, Скоп'є) — македонський актор, що знявся у багатьох фільмах, театральних виставах та телевізійних екранізаціях. Це сама по собі справжня легенда відіграє велику роль у македонському кінематографі XX століття.

## Життєпис
Попри те, що він був зарахований до гімназії, Петре Прличко не затримався там надовго. 1923 року він покинув гімназію та приєднався до мандрівної групи Михайла Лазика. Після гастролей у кількох театральних колективах у 1931 році, заохочений підтримкою публіки, він створив власний театр «Боем».
З 1939 року Петре Прличко був членом Національного театру в Скоп'є з 1944 року. Він грав у партизанському театрі «Коко Рацин», який згодом став Македонським національним театром. Саме тут його талант засяяв у повній красі, і він став найзначнішою людиною на македонській сцені того часу. Тим часом він проявив свій талант, працюючи режисером театру.
З фільмом «Фросіна» (1952) він дебютує у кінематографі. Завдяки своїм разючим комічним перетворенням та виконанню ролей «людини в народі», підкреслюючи її особливу художню чуйність на рівні, якому можуть заздрити багато інших акторів.
Він отримав багато нагород і призів, у тому числі нагороди: AVNOJ, «11 жовтня», «Бранко Гавела», орден «За заслуги» (нагороджений Георгієм Димитров) та інші.
Одного разу Петре Прличко сказав, що якщо йому доведеться вибрати роль, яка була б найціннішою, то це, безумовно, буде «Мандана» у фільмі «Міс Стоун», за який він здобув нагороду «Золота Арена».
Нещодавно створену премію за життєві досягнення Петра Прличка присуджують актору середнього віку і вона складається зі скульптури персонажа Петра Прличка та грошової премії.
У 2004 році Єлена Лужина опублікувала монографію про Петре Прличко, що побачила світ у видавництві «Магор».

### Нагороди
- 1959 р. Пула — «Золота Арена» у головній ролі «Міс Стоун»
- 1991 р. Ніш — премія «Славіка» за життєві досягнення.

## Фільмографія
| Рік  | Фільм                      | Роль                        | Примітки |
| ---- | -------------------------- | --------------------------- | -------- |
| 1949 | Мајка Катина               | Ловет                       |          |
| 1952 | Фросина                    | Кузман (головна роль)       |          |
| 1955 | Волчја ноќ                 | Паун (головна роль)         |          |
| 1958 | Мис Стон                   | Мандана                     |          |
| 1959 | Виза на злото              | Кузман (головна роль)       |          |
| 1960 | Капетанот Леши             | Сок (споредна улога)        |          |
| 1961 | Мирно лето                 | Стрико Тале (головна роль)  |          |
| 1961 | Парче плаво небо           | Дедо Филип                  |          |
| 1961 | Солунските атентатори      | Никола Попов (головна роль) |          |
| 1961 | Твојот роденден            | Домарот (головна роль)      |          |
| 1962 | Пресметка                  |                             |          |
| 1964 | Народен пратеник           | Јеврем Прокиќ               |          |
| 1964 | Марш на Дрину              | Трајко                      |          |
| 1965 | Не се враќај по истиот пат | Кирил                       |          |
| 1965 | Денови на искушение        | Фезлиев (головна роль)      |          |
| 1966 | До победата и по неа       |                             |          |
| 1967 | Каде по дождот             | (споредна улога)            |          |
| 1967 | Македонска крвава свадба   | Мојсо (головна роль)        |          |
| 1967 | Мементо                    | Коле (головна роль)         |          |
| 1968 | Планината на гневот        | Моне (головна роль)         |          |
| 1968 | Братот на доктор Хомер     | Лекарот                     |          |
| 1969 | Републиката во пламен      | Дојчин (головна роль)       |          |
| 1971 | Жед                        | Дедото (споредна улога)     |          |
| 1971 | Македонски дел од пеколот  | Лоце (головна роль)         |          |
| 1974 | Капетанот Микула Мали      | Дида                        |          |
| 1974 | Ужичка Република           | Пекарот                     |          |
| 1978 | Златни години              | Берберот                    |          |
| 1978 | Курирот на Гоце            |                             |          |
| 1980 | Време, води                | Ламбе Футак (головна роль)  |          |
| 1982 | Илинден                    |                             |          |
| 1987 | Ѕвездите на 42-та          | Дедото                      |          |
| 1988 | Тврдокорни                 |                             |          |
| 1990 | До, ре, ми                 |                             |          |
| 1993 | Бог да ги убие шпионите    |                             |          |
| 1999 | Време, живот               |                             |          |